# پرهنیت
پرهنیت  (به انگلیسی: Prehnite) با فرمول شیمیایی Ca2Al(AlSi3O10)(OH)2 از مجموعه کانی هاست و کانی‌های مشابه آن واولیت، استیلبیت و همی مورفیت است. از نام سرهنگ هلندی H.VonPrehn گرفته شده‌است. در اسید HCl حل می‌شود و یک شیشه متخلخل می‌دهد. CaO:۲۷٫۱٪ Al2O۳:۲۴٫۸٪ SiO۲:۴۳٫۷٪ H2O:۴٫۴٪ برای اولین بار در آلمان غربی کشف شد و از نظر شکل بلور: منشوری - پهن و کوتاه، رنگ: سبز- خاکستری - زرد متمایل به سبز، شفافیت: شفاف - نیمه شفاف، شکستگی: نامنظم، جلا: شیشه‌ای - صدفی، رخ: خوب، سیستم تبلور: ارترومبیک و در رده‌بندی سیلیکات است و منشأ تشکیل آن هیدروترمال است.
همایند کانی‌شناسی (پارانژ) آن واولیت - استیلبیت - همی مورفیت- کلسیت- زئولیت- اکسینیت است
، از نظر ژیزمان بلوری - آگرگات قلوه‌ای - توده‌ای - دانه‌ای - پوسته‌ای - پسودومرف تقریباًَ کمیاب است و بیشتر در آلمان غربی، ایتالیا، فرانسه، نامبیا یافت می‌شود.

## نگارخانه

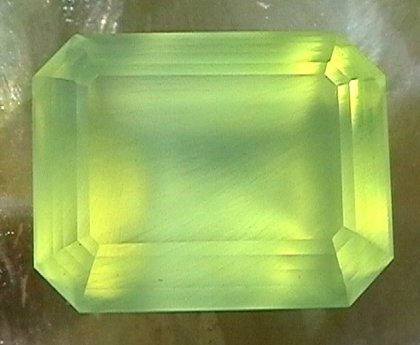
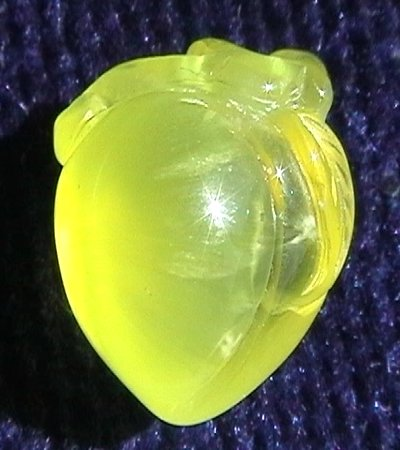
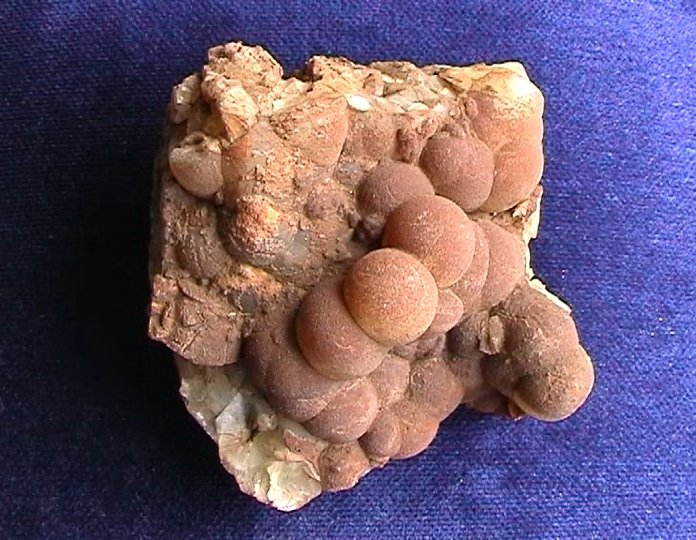
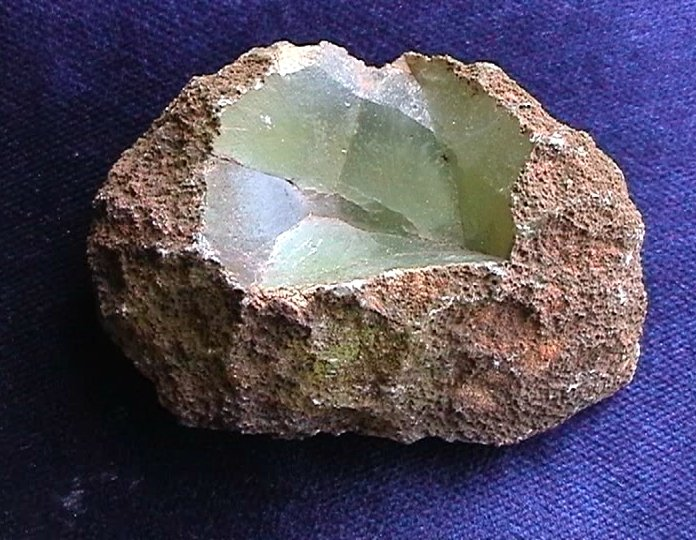
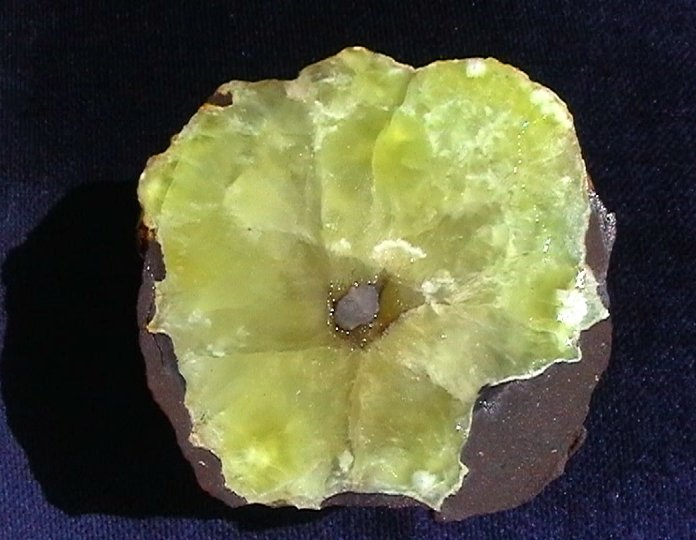
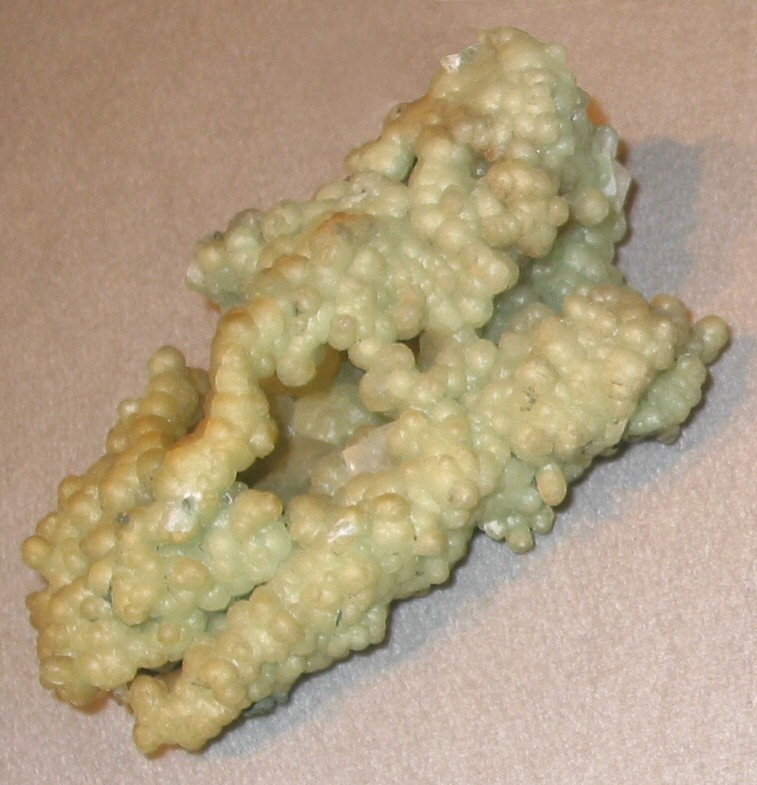